# Charles Harper Bennett
Charles Harper Bennett (Londres, 1840 - Sydney, 1927) foi um pioneiro da fotografia.
Ele melhorou o processo da prata coloidal desenvolvido por Richard Leach Maddox, primeiro em 1873 por um método de endurecimento da emulsão, tornando-a mais resistente ao atrito. Mais tarde, em 1878, Bennett descobriu que a sensibilidade da emulsão pode ser aumentada por aquecimento prolongado. Este aumento da sensibilidade permitiu realizar fotografias com tempo de exposição na ordem de 1/25 de segundo, abrindo o caminho para fotografias mais nítidas de pessoas e objetos em movimento.